# Parque nacional Cajas
El parque nacional Cajas (PNC) es un área protegida, situada en los Andes sur del Ecuador, 33 km al noroccidente de la ciudad de Cuenca, dentro de la provincia de Azuay. El acceso más común al parque es la vía Colectora Cuenca-Puerto Inca (E582), también llamada vía Cuenca-Sayausí-Molleturo. Es una de las 759 reservas de la biosfera en 136 paises declaradas por la UNESCO.
El nombre del parque proviene de una palabra kichwa cassa cuyo significado hace referencia al abra o puerta de sierra nevada, hace referencia a los pasos peligrosos de la cordillera por su excesivo frío.
El área protegida está formada principalmente por grandes elevaciones que guardan en su interior sistemas lacustres a manera de enormes cajas interconectadas.
Con el marco fundamental de un ecosistema paramero, existen en el parque más de 1000 cuerpos de agua, entre las que se destacan 235 lagunas bien definidas ubicadas sobre sus extensos valles; entre las más importantes están Luspa, Lagartococha, Osohuaycu, Mamamag o Taitachungo, Quinoascocha, La Toreadora, Sunincocha, Cascarillas, Ventanas, Llaviucu, Angas, Ventanas y Tinguishcocha; esta gran cantidad de lagunas regula y conserva a los riachuelos de la zona a través de su drenaje. Ríos como el Tomebamba, el Mazán, el Yanuncay y el Migüir nacen en el Cajas, y abastecen de agua potable a la ciudad de Cuenca. Estos ríos son, a la vez, principales aportadores del Complejo Hidroeléctrico Paute, que provee de electricidad a casi todo el país.
Gracias a los variados y abundantes cuerpos de agua que conforman el parque también existe una considerable presencia de aves migratorias en la zona. Esta situación, conjuntamente con el aporte de la zona a la captación y provisión de agua a las comunidades aledañas permitió que el lugar sea reconocido como sitio Ramsar o Humedal de Importancia Internacional desde el año 2002.
En el área no existe una marcada regularidad del clima; se dan frecuentes heladas y hay presencia permanente de lloviznas (garúa) y neblina. Ocasionalmente entre los meses de julio a septiembre, suelen presentarse nevadas en el lugar, causando una gran sorpresa a viajeros y reporteros de prensa, quienes las comparan con imágenes de los inviernos euroasiáticos, norteamericanos o patagónicos.

## Características físicas

### Geología

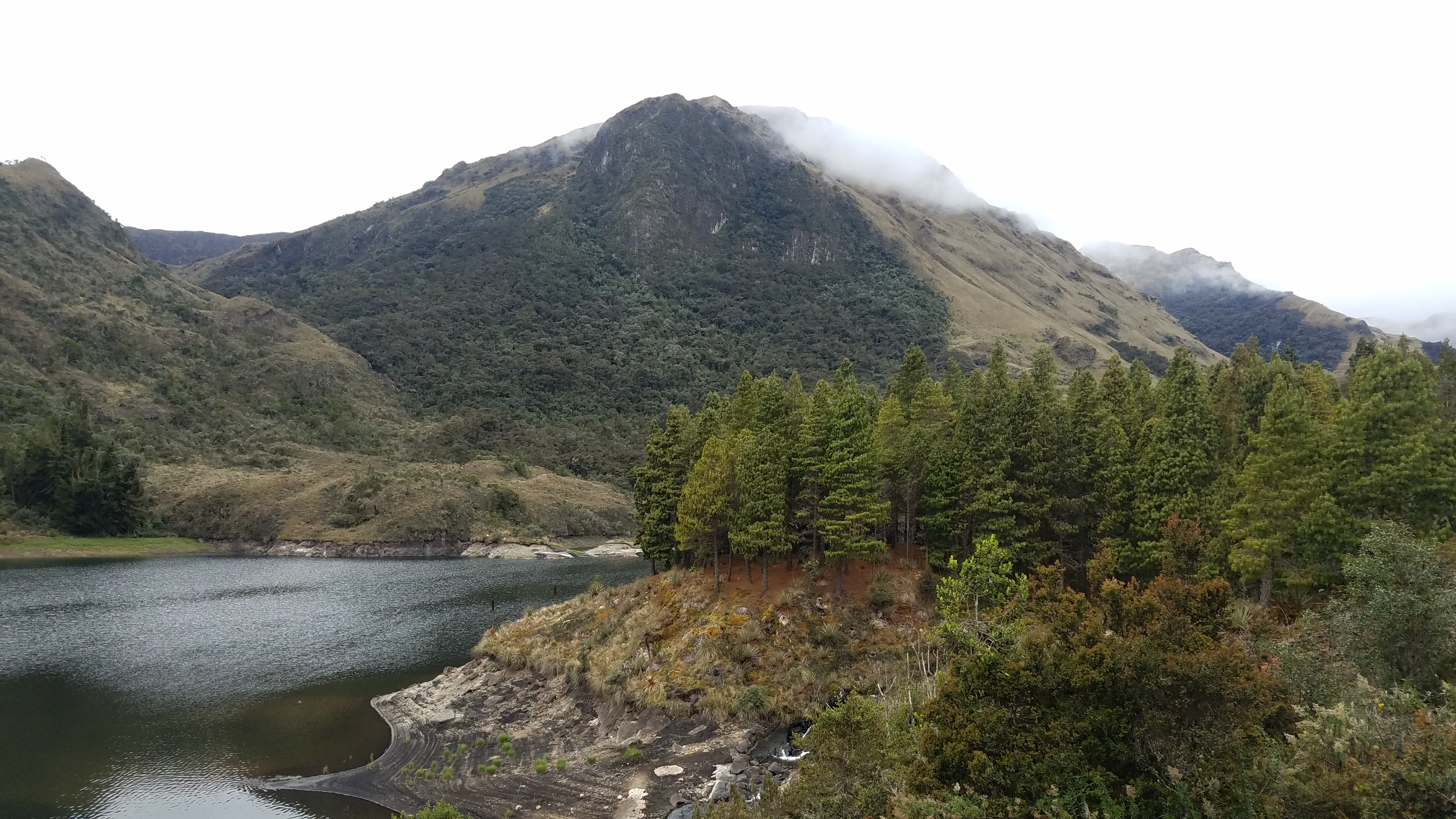
Una de las lagunas del parque, sector El Dorado

El PNC se encuentra situado en la cordillera Occidental de los Andes y se extiende en dirección sur hacia el nudo de Portete. Debido a la altura sobre los 3000 m s. n. m. y las condiciones climáticas, en la zona se produce la acumulación de carbono orgánico en el suelo, influenciado por la caída de cenizas de los volcanes de la zona norte del Ecuador. Las erupciones datan del cuaternario, sin embargo las antiguas erupciones en la zona austral de los Andes ecuatorianos presentan gran relevancia debido a la forma en como moldearon el paisaje andino y su hidrología en la región. La estructura geográfica del parque presenta una topografía irregular, con múltiples elevaciones montañosas, pendientes pronunciadas, lagos glaciares y pequeños valles en forma de «U».
El cerro Arquitectos es uno de los puntos más altos del parque con una altitud de 4445 metros, este pico no se encuentra cubierto de nieve debido a su localización en la línea ecuatorial; la antigüedad y la topografía permiten la presencia de montañas más bajas que en el resto del país.
La última glaciación determinó el sistema hidrográfico del parque y de la región, dentro del PNC se encuentran lagunas de origen glaciar y humedales. Existen dos clases de drenaje, el paralelo y el radial; el drenaje paralelo está influenciado por las fallas provenientes de la antigua actividad volcánica en la zona austral del país; estas fallas producen rasgos fisiograficos más rugosos al sur del río Cañar que los rasgos más extensos encontrados al norte del río Cañar.

### Geomorfología
El PNC está ubicado al occidente de la hoya Cuenca-Azogues, donde se evidencia los efectos del modelamiento glaciar en el Pleistoceno. El Cajas es una formación pleistocénica cuyos depósitos glaciáricos más antiguos se hallan a unos 2 600 m s. n. m.

### Clima
La temperatura promedio de la zona están en los 8 °C durante la noche y de 12 °C a 18 °C durante el día, esto en verano que son los meses agosto y enero. Durante el invierno las temperaturas oscilan entre -2 °C y máximo de 10 °C, las precipitaciones van desde los 1200 mm a 2000 mm anuales. Entre los meses de julio y septiembre, suelen presentarse fuertes nevadas que hacen que las temperaturas caigan hasta por debajo de los cero grados.

## Características biológicas

### Flora
Las formaciones vegetales presentes en el parque son: bosque de neblina montano alto, bosque siempre verde montano alto, y páramo herbáceo, en el cual se establece la zona de paso y turística. En el límite oriental del parque se encuentra un bosque pluvial subandino (bp-SA), compuesto principalmente por especies arbóreas y arbustos con gran diversidad de orquídeas, helechos y musgos. Se destaca la formación de bosque de Polylepis, qiwuña, 'quinoa' o 'árbol de papel', el cual tiene entre 8 y 10 m de altura, y crece en la orilla de lagunas o quebradas y en lugares rocosos y es la única especie de árbol por encima de 4000 m s. n. m. En el límite occidental, abundan las especies maderables.
La flora que posee el PNC es biodiversa ya que cuenta con ecosistemas ricos en flora. Las especies más representativa del Cajas se encuentra agrupada en bosques que incluyen árboles y arbustos de regular tamaño. Hay árboles residuales de sarar, pichul, quinua amarilla, roja, helechos, musgo, orquídeas de diferentes géneros. En general, existe un registro de 600 especies vegetales vasculares. La zona ha llegado a representar más de la mitad de la biodiversidad vegetal del cantón Cuenca.
Por otro lado los efectos de las acciones humanas, el pastoreo y las quemas han degradado algunas zonas del parque, el cual lleva a cabo restauración de las partes más afectadas con plantaciones de especies nativas de pastos o de Polylepis.

### Fauna
En el Cajas se registra la fauna característica de los páramos ecuatorianos.
Las mamíferos comprenden venados de cola blanca, oso de anteojos, puma, yaguarundí, venados del páramo, conejos de páramo, el tapir andino, zorro, murciélagos, igualmente se han registrado imágenes de la presencia del lobo del páramo, así como se ha reintroducido la llama.   El ratón de agua de Cajas es una especie endémica del parque. Además de estas especies, el parque nacional Cajas cuenta con especies como: el hurí, zarigüeya, comadreja andina, zorrillo hocico de cerdo, agutí, augur, venado colorado enano, danta.
El parque nacional Cajas tiene 152 especies de aves, entre estas están: halcón, azulejo, cóndor, pituyo pajonal, curiquinga, chaupau, chirote, gavilán, entre otras. De las cuales, ocho especies de aves están consideradas bajo el criterio de amenazadas.
Las aves más importantes son el caracara, el cóndor, el tucán andino, patos y colibríes.

Al igual que la norteña reserva ecológica El Ángel, el Cajas es reconocido y muy concurrida por sus truchas.

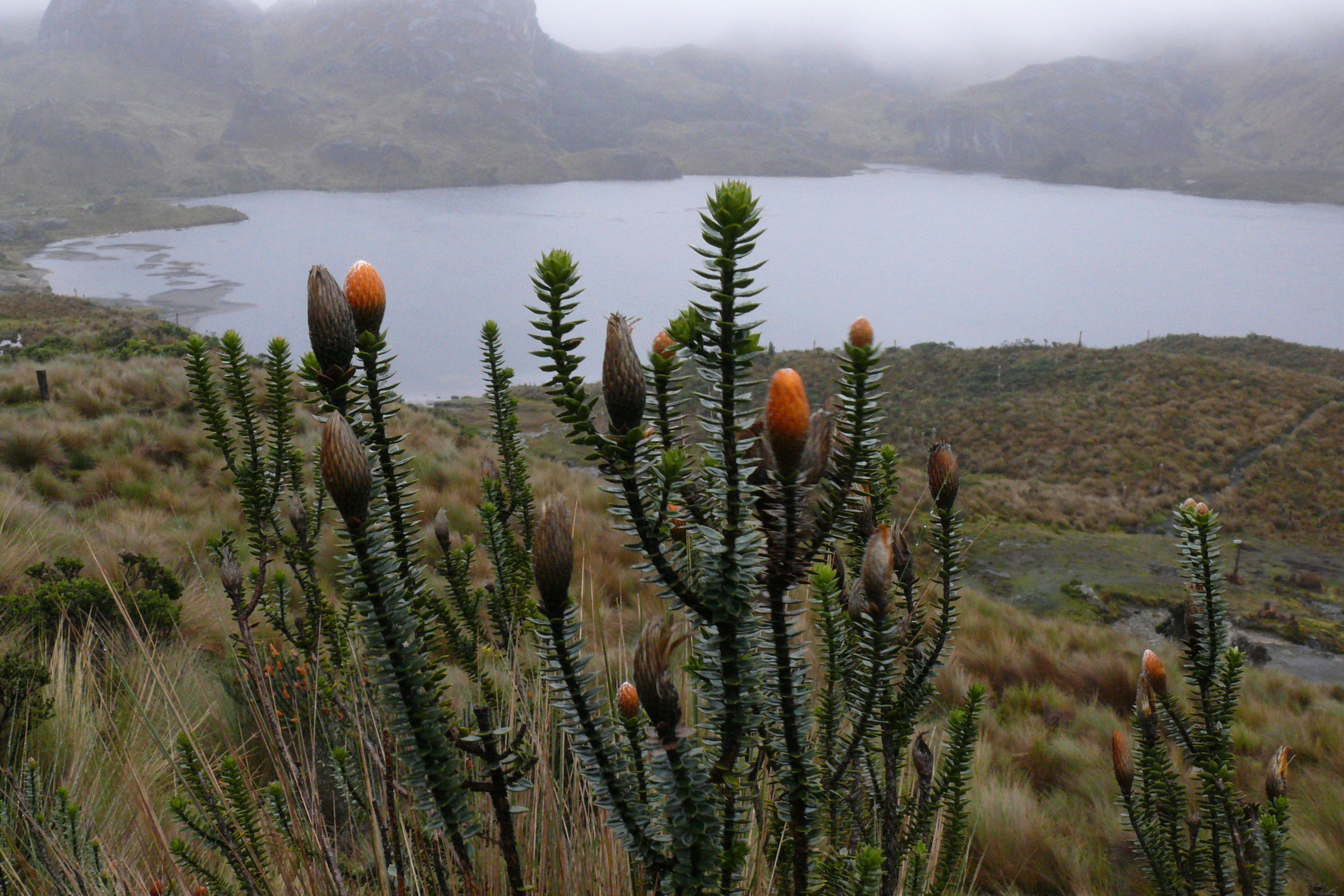
Una planta de Chuquiraga jussieui junto a una laguna del parque

Por otro lado, a mediados de los años cuarenta, se dio la introducción de la trucha en los ríos y lagunas de la zona para fomentar la pesca deportiva; más tarde se dio el ambiente propicio para la el desarrollo de la acuacultura en la zona, principalmente en piscinas de cultivo.
El total de las especies registradas para el parque nacional Cajas, corresponden al 10.3 % del total de especies registradas en el Ecuador.

## Turismo

### Principales atractivos
Desde Cuenca toma alrededor de cuarenta minutos llegar a ella. Si se viaja desde Guayaquil, el viaje es de alrrededor 3 horas, en sentido sureste desde la urbe porteña. En el sitio, existe un sendero que la circunvala cuyo recorrido toma alrededor de una hora de caminata; en el recorrido se han ubicado dos pequeñas cabañas que sólo sirven como lugar de descanso y refugio para guarecerse de la lluvia, que en el área se presenta con bastante regularidad. Es posible observar cierta avifauna interesante y sobre todo las formaciones geológicas singulares que caracterizan a todo el parque. En La Toreadora también es posible la pesca a pesar de que son pocos los pescadores que aquí tienen suerte.
Laguna de Lagartococha: En sus orillas es posible acampar y el lugar es muy concurrido para la pesca deportiva. Al lado de Lagartococha, está situada la Cueva de los Muertos, llamada así porque viajeros de hace más de un siglo habrían perecido en el sitio víctimas del paludismo.
Lagunas Toreadora y Llaviucu: Por la vía Cuenca-Molleturo, las primeras lagunas en aparecer son Llaviucu y la Toreadora. Allí se puede disfrutar del páramo y de bosques de quínoas, que forman paisajes de ensueño. Desde la Toreadora se puede caminar hasta la laguna de Illincocha.

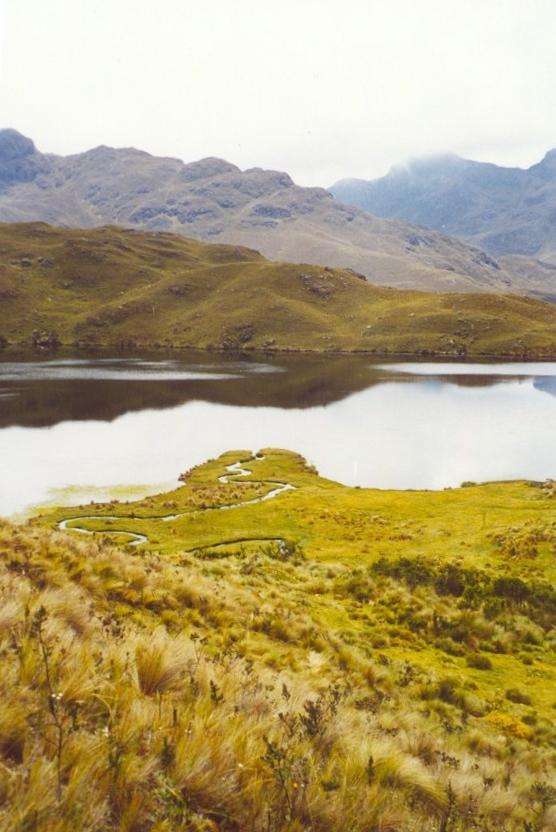
Una laguna en el Cajas

Ruta de Qhapaq Ñan: Esta ruta que atraviesa el parque nacional Cajas antes servía de conexión entre la Sierra y la Costa. El tramo remanente iniciaba en Tomebamba (la actual Cuenca) y culminaba en los paredones de Molleturo, ya fuera del área protegida. Los Paredones son un conjunto de edificaciones prehispánicas que indican que ahí existió un pueblo o sitio de descanso importante cañari y luego inca.
Avilahuayco: Hace las veces de un mirador natural o atalaya; el panorama que ofrece desde su cumbre es muy atractivo ya que desde allí se observan «las cajas» que dominan toda la zona.
Loma de Tres Cruces: Es una de las partes más altas del parque donde se encuentra la divisoria de aguas entre aquellas que van hacia el Amazonas y las que avanzan hacia el Pacífico . El Camino de García Moreno cruza por allí y la tradición cuenta que debe su nombre a los muchos muertos que intentaron pernoctar el lugar en su viaje desde la costa, pero que por el intenso frío de la noche no lograron ver el amanecer.
Laguna Taitachungo (Mamamag): Partiendo de la Toreadora hay algunos senderos que conducen a ella. Desde aquí se puede seguir un trecho del Camino del Inca hacia la cueva de Luspa. En Mamamag se han encontrado otros restos de construcciones preincaicas representados por gradas de piedra y cimientos de algún tipo de edificación, presumiblemente cuartos para pernoctar; más que viviendas, estas construcciones parecen haber servido de tambos, refugios de viaje, dado que el sitio es clave para el paso hacia la costa.

### Actividades turísticas

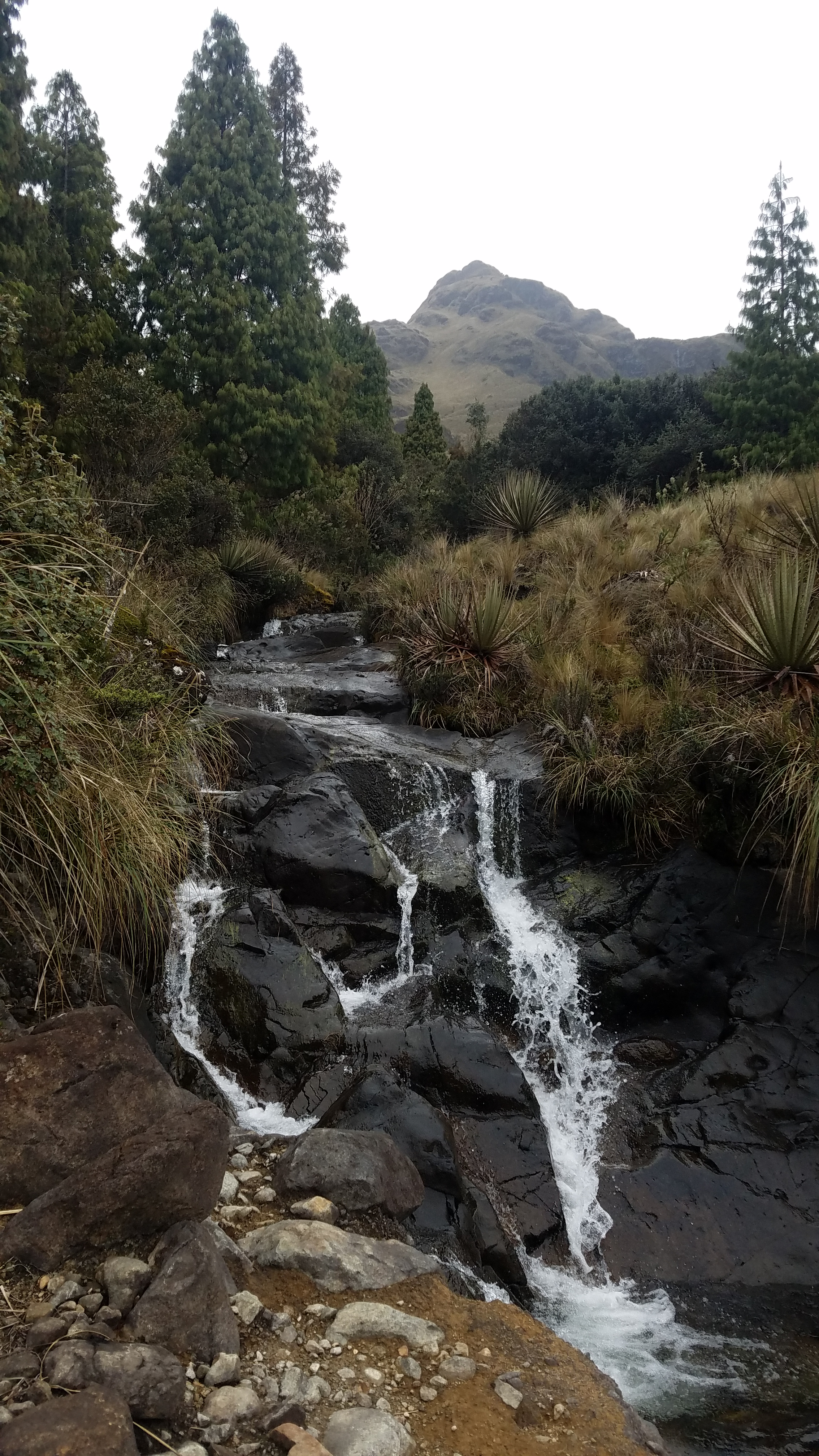
Caída de agua

- Senderismo: Se refiere a la actividad de caminata que se realiza en sitios a los cuales se puede llegar con facilidad y existe acceso vehicular hasta el punto mismo del inicio. Son lugares donde se cuenta con la infraestructura necesaria para realizar una visita que no implica forzosamente un recorrido de más allá de un día.[9] Ruterismo: se refiere a la actividad de caminata que se realiza en sitios que pueden estar dentro la misma Zona de Recreación o entre diferentes Zonas de Recreación, pero que en su trayecto el visitante no necesariamente va a contar con infraestructura de apoyo (caminos, señalización, etc.).[9]
- Educación ambiental: es la actividad a través de la cual profesionales específicamente preparados, calificados y autorizados para ese fin, por parte de la administración del parque nacional Cajas, pueden dirigir a los visitantes ya sea de manera individual, en grupos familiares, grupos organizados de visitantes o grupos de estudiantes de escuelas, colegios, universidades u otras organizaciones con interés de visitar y conocer los recursos naturales del área protegida.[9]
- Pesca deportiva: es aquel tipo de pesca que la persona realiza con fines de esparcimiento y no con fines de subsistencia o comercio, capturando cantidades bajas de ejemplares, aplicando las técnicas y disposiciones establecidas por la administración del área protegida.[9]
- Escalada: para realizar esta actividad se requiere de cierto grado de experiencia y equipos especiales, pues consiste en ascender paredes rocosas, de diferentes niveles.[9]
- Aviturismo: Este tipo de turismo se centra en la búsqueda y observación de aves para analizar sus características, patrones, comportamientos, y sobre conocer la tendencia de existencia de determinadas especies en determinada ubicación. Un avitour dura aproximadamente 5 horas y su costo es superior al de las caminatas guiadas simples o habituales. Esta actividad es principalmente realizada por extranjeros.[10]

## Datos históricos
Entre los años 500 a 1450, los cañaris formaban una alianza federativa cuya población rendía culto a la luna, lagunas y montañas y consideraba como lugares sagrados los territorios del actual parque. Luego los incas conquistaron la región y establecieron como ciudad real a Tomebamba en donde hoy está Cuenca.

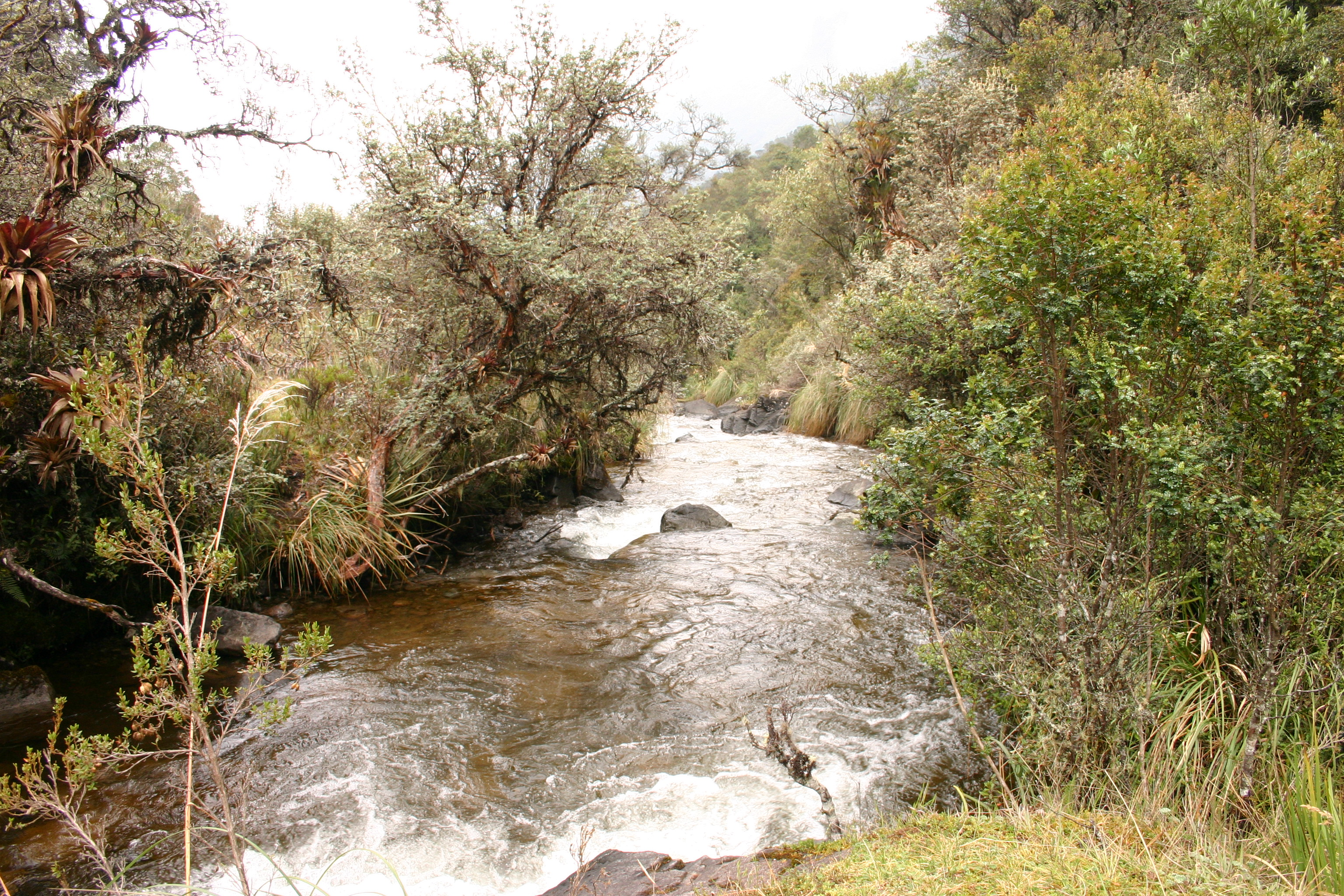
Páramo del Cajas

El Camino del Inca cruzaba el parque, en la actualidad se pueden ver restos de la vía que unía Tomebamba con el Tambo de Paredones (Molleturo), en la ruta estratégica entre las tierras altas y la Costa. Este camino es transitable por 4 km restaurados dentro del parque, entre la cueva de Luspa y la laguna de Mamamag.
Alexander von Humboldt visitó la zona y la describió hacia 1878.
La construcción de la vía Cuenca-Molleturo-Naranjal dio inicio en el año de 1969, el trazado propuesto fue finalmente plasmado en el año de 1988.
El parque fue creado el 4 de julio de 1977 como una área de recreación. El 11 de mayo de 1996, cambió a parque nacional: «Cambió la categoría actual de manejo de área nacional de recreación Cajas a la categoría de parque nacional Cajas y actualizó sus límites en una superficie de 29 000 ha».
Fue declarado sitio Ramsar en el año 2002 por la Convención sobre los Humedales.
En 2013 la Unesco estableció la reserva de la biosfera Macizo de El Cajas, lo cual incluye al parque nacional Cajas como una de sus áreas núcleo.

## Vías de acceso

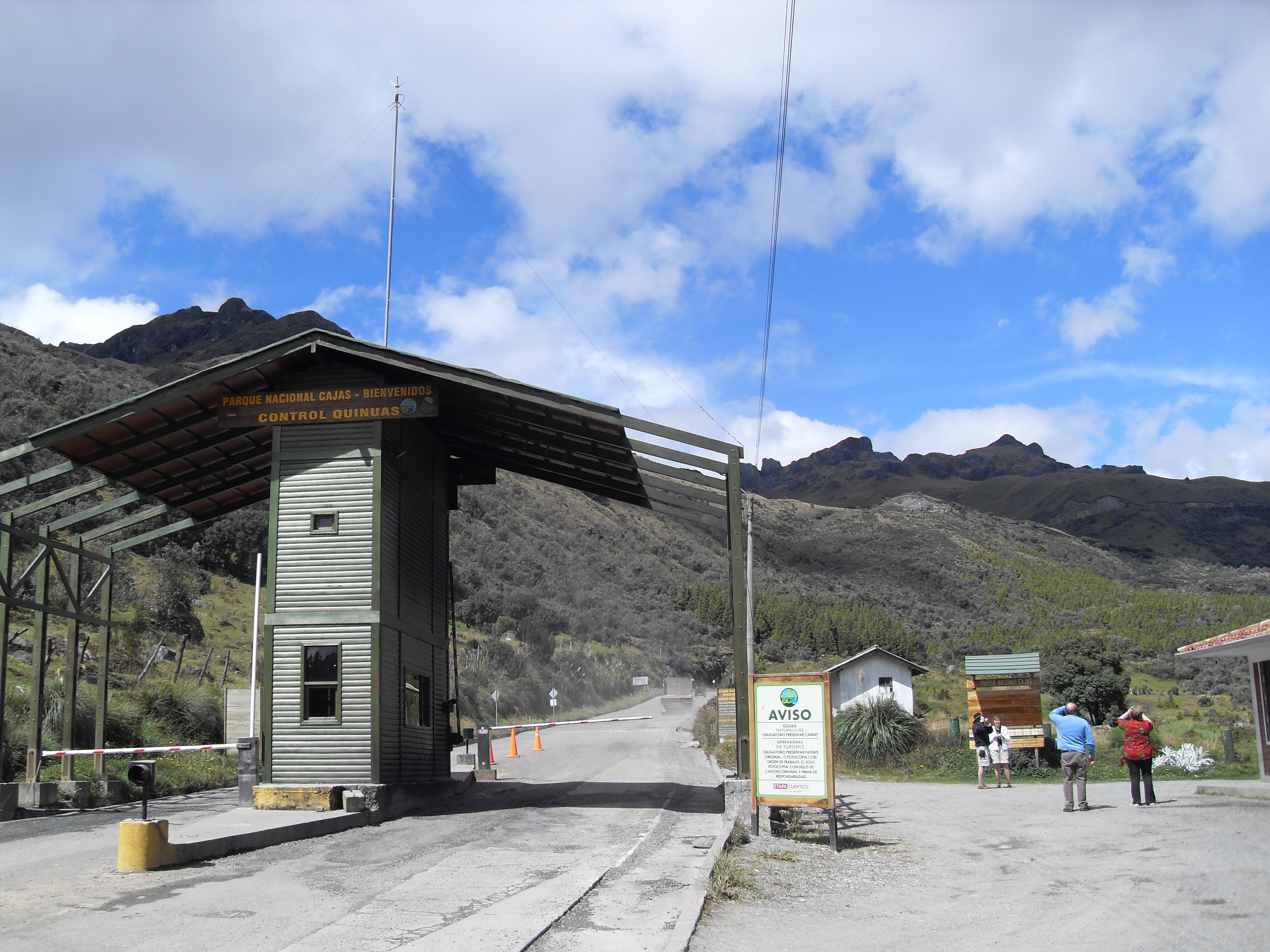
Entrada al parque

La principal vía de acceso al parque es la vía Colectora Cuenca-Puerto Inca (E582), también llamada vía Cuenca-Sayausí-Molleturo, esta atraviesa el Control de Surocucho en un aproximado de 16 km de recorrido (30 minutos de viaje). Más adelante, esta misma carretera pasa a orillas de la laguna 'La Toreadora', donde se encuentran el Centro Administrativo y el Centro de Información del parque. Siguiendo el camino en dirección a Molleturo, en el sector norte del Cajas, este se serpentea entre varias lagunas mayores y menores.
Para acceder al parque desde la costa, se utiliza la misma vía Colectora Cuenca-Puerto Inca (E582) o vía Molleturo-Cuenca, siendo un recorrido opuesto al antes descrito.
La laguna más visitada del parque es la Toreadora, la cual se encuentra a aproximadamente cuarenta kilómetros de la ciudad de Cuenca. Para su fácil ubicación, existe señalización en el lugar. Para llegar, por otro lado, a la laguna de Llaviucu, se inicia desde la salida Cuenca-Sayausí-Molleturo y se toma la vía de ingreso a mano izquierda a una distancia de 7,5 km de la «Y» de Sayausí, la cual está debidamente señalada para su ubicación. Al entrar por esta vía, se recorren aproximadamente tres kilómetros de un camino empedrado hasta llegar a la entrada de control del parque.
Cabe resaltar que la parte atravesada por la vía Cuenca-Molleturo es el borde nororiental del parque; la extensión del parque se distribuye hace el sur y oeste de la zona y el acceso a puntos más profundos es difícil y poco recomendable debido a los complejos sistemas vegetativos que cubren el área.